# 4 Non Blondes
A 4 Non Blondes amerikai alternatív/hard rock együttes volt. 1989-ben alakultak San Franciscóban, és 1994-ben oszlottak fel. Rövid pályafutásuk alatt egy nagylemezt jelentettek meg. Legismertebb daluk az 1993-as "What's Up?", amely több ország slágerlistájára is felkerült. 2014-ben újból összeálltak egy rövid időre. Egyetlen nagylemezük 59 hétig szerepelt a Billboard 200 listán, illetve másfél milliós példányszámban kelt el 1992 és 1994 között.
Az együttest eleinte csak nők alkották, a felállás a következő volt: Linda Perry – ének, Christa Hillhouse – basszusgitár és Wanda Day – dob. Az album megjelenése előtt Hall és Day helyére Roger Rocha gitáros és Dawn Richardson dobos került.
Linda Perry 1994-ben elhagyta az együttest, így a zenekar ebben az évben feloszlott.

## Tagok
- Wanda Day – dob (1989–1991; 1997-ben elhunyt)[7]
- Shaunna Hall – gitár (1989–1992)
- Christa Hillhouse – basszusgitár, ének (1989–1994, 2014)
- Linda Perry – ének, ritmusgitár (1989–1994, 2014)
- Dawn Richardson – dob (1991–1994, 2014)
- Louis Metoyer – gitár (1992)
- Roger Rocha – gitár (1992)

## Diszkográfia
- Bigger, Better, Faster, More! (1992)